# Don Carlo (Francesc Soler i Rovirosa)
Don Carlo és un teatrí fet per Francesc Soler i Rovirosa el 1870 per a preparar l'escenografia de l'òpera de Verdi del mateix nom. Es troba a la col·lecció d'escenografia del Museu de les Arts Escèniques de l'Institut del Teatre de Barcelona. Forma part del fons del pintor, juntament amb dibuixos, figurins i altres documents d'arxius. La petita maqueta muntada sobre fulloles de fusta i pintada en el taller barceloní de Soler és un exemple del corrent realista de l'art que va impregnar l'estètica teatral a finals del segle xix.

## Descripció
La maqueta ensenya com serien els telons a l'escenari. Un cop acceptat el projecte es procedia a pintar les teles que decorarien l'òpera. Soler i Rovirosa per l'estrena de la versió italiana de Don Carlo de Giuseppe Verdi al Gran Teatre del Liceu de Barcelona l'any 1870 va presentar aquest projecte que està compost de tres rompiments i un teló de fons i correspon al decorat de l'acte II, quadre 2.
El segon quadre del segon acte es desenvolupa als jardins del monestir. En aquesta versió l'escena trancorre a la plaça de l'església de Nuestra Señora de Atocha a Madrid, segons altres versions l'acció passa davant de la Catedral de Valladolid on residia la cort d'Àustria.

## Autor
Pintor i escenògraf nascut a Barcelona el 24 de juny de 18??. Va estudiar amb el pintor Marià Carreras i a l'Acadèmia de Sant Llorenç Ferris. Va adquirir una sòlida formació escenogràfica a Paris treballant al taller de Cambon i Thierry. Va aprendre les tècniques més modernes d'utilització de la llum a dins dels teatres. L'any 1869 va tornar a Barcelona per quedar-s'hi. A la mort de Ballester va obrir el seu propi taller amb col·laboració amb Francesc Pla. En aquest període va elaborar diversos projectes per al Gran Teatre del Liceu. Don Carlo va ser un d'ells.

## Exposicions
El teatrí s'ha prestat a les següents exposicions:
- 1980 - Francesc Soler i Rovirosa, CEDAEC-Palau Güell, Barcelona.